# Kostel Nanebevzetí Panny Marie (Lobkovice)
Kostel Nanebevzetí Panny Marie stojí v centru dříve samostatné obce Lobkovice, která je nyní součástí Neratovic. Původně gotický kostel byl kolem roku 1700 upraven do barokní podoby. Na bývalém hřbitově u kostela se nachází hrobka rodiny Palackých, v níž je pohřben i historik a politik František Palacký. Ohrazený areál se hřbitovem i vedle samostatně stojící zvonice jsou chráněny jako kulturní památka České republiky.

## Architektura a interiér
Kostel byl založen v 1. polovině 14. století, ale je možné, že na jeho místě již dříve stála románská stavba. Je to jednolodní orientovaný kostel bez věže, s goticky zaklenutým pětibokým presbytářem s vížkou. Později byla přistavěna sakristie, pravděpodobně na místě původní věže; vstupní předsíň je na protější straně lodi. Dnešní podoba kostela je z barokní přestavby. V interiéru se nachází gotické sanktuarium a sedile ve stěně presbytáře. Hlavní oltář z roku 1693 s obrazem Nanebevzetí Panny Marie je barokní. Renesanční epitaf vladyckého rodu Beřkovských ze Šebířova pochází z roku 1595.

## Hřbitov a zvonice

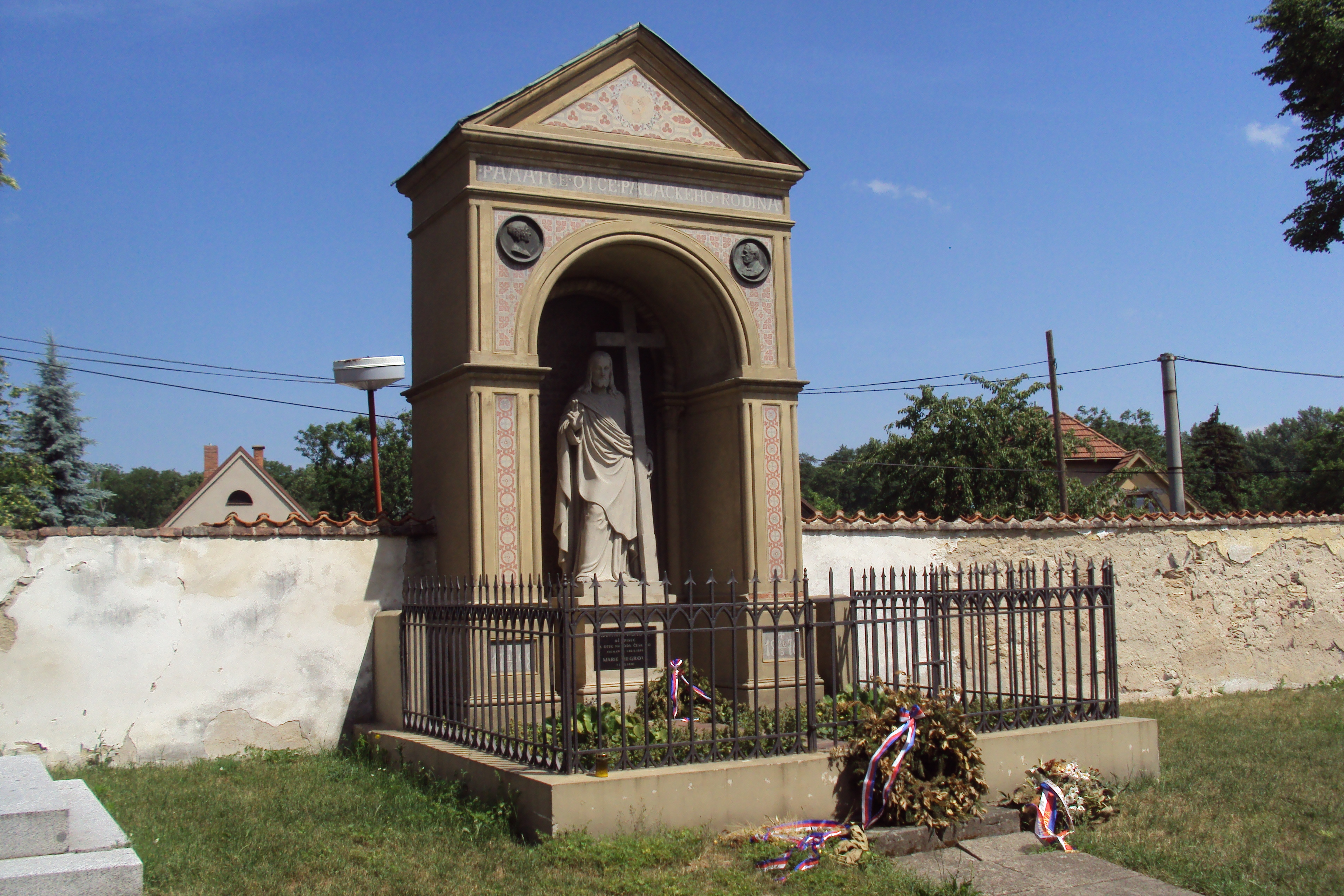
Hrobka Fr. Palackého

Hřbitovní zeď se čtyřmi bránami, z nichž dvě byly zazděny, obklopuje kostel a bývalý hřbitov, který sloužil do počátku 20. století. Na hřbitově stojí hrobka rodiny Palackých se sochou Spasitele od J. Maixnera z Vídně (z doby kolem roku 1860). Po smrti Františka Palackého byla hrobka doplněna o dva poprsní reliéfy zobrazující "otce národa" a jeho manželku Terezii, přibyla ornamentální výzdoba a nápis pod tympanonem "Památce otce Palackého rodina". Jinak se na hřbitově nachází už jen několik hrobů. Mimo kostelní areál stojí zděná hranolová zvonice, která v roce 1833 nahradila starší dřevěnou.